# 元玉儀
元玉仪（?—?），中国南北朝东魏公主，父亲元泰，祖父元雍，曾祖父魏献文帝，魏高阳王元斌庶生妹。
元玉仪开始没有序齿，河阴之变后，元泰、元雍被杀，元玉仪为孙腾歌妓，孙腾又放弃。高澄在路上遇到她，高兴的收纳了她，遂被殊宠，奏魏孝静帝封为琅邪公主。高澄对崔季舒说：“尔由来为我求色，不如我自得一绝异者。崔暹必当造直谏，我亦有以待之。”到崔暹谘事的时候，文襄不再给他颜色。过了三日，崔暹怀揣着名刺，故意掉在面前。高澄问：“用名刺干什么？”崔暹悚然：“还没有拜见公主。”高澄大悦，抓住崔暹的手臂入见元玉仪。崔季舒对人说：“崔暹常抱怨我谄媚（佞），在大将军前，每每说叔父（崔暹的叔父崔季舒）该杀。他自己谄媚起来，比我还过分。”

## 传记资料
- 《北史 卷一十四 列传第二 后妃下》

## 外部連結
[在维基数据编辑]
 《北史·卷014》，出自李延壽《北史》